# Reid and Sigrist R.S.4 Bobsleigh
Die Reid and Sigrist R.S.4 Bobsleigh war ein zweimotoriges Experimentalflugzeug. Es wurde in den 1950er-Jahren durch den britischen Hersteller Reid and Sigrist gebaut.

## Geschichte
Kurz nach dem Zweiten Weltkrieg in Europa flog am 9. Juli 1945 der zweimotorige Fortgeschrittenen-Trainer R.S.3. Die R.S.4 wurde aus dieser R.S.3 modifiziert, um beim RAE Farnborough Versuchsflüge mit einem in Bauchlage liegenden Piloten in der Flugzeugnase zu absolvieren. Der liegende Pilot lag in der Flugzeugnase, während der zweite, sitzende Pilot auf dem hinteren der zwei ursprünglich vorhandenen Pilotensitze Platz nahm.
Die Bobsleigh war in damals konventioneller Bauart mit einem Heckrad gebaut und verfügte über ein nicht einziehbares Fahrwerk. Das Seitenleitwerk war als Doppelleitwerk ausgeführt. Das Flugzeug blieb ein Einzelstück. Die Maschine trug das militärische Kennzeichen VZ728.
Das Flugzeug war bis 2022 mit der Immatrikulation G-AGOS flugtüchtig und wurde auf seinem letzten Flug in das Museum von Newark überflogen.

## Technische Daten
| Kenngröße             | Daten                                                                   |
| --------------------- | ----------------------------------------------------------------------- |
| Besatzung             | 2                                                                       |
| Länge                 | 26,75 ft (8 m)                                                          |
| Spannweite            | 34 ft (ca. 10 m)                                                        |
| Höhe                  |                                                                         |
| max. Steigrate        | 335 m/min                                                               |
| Leermasse             | 2.450 lb (1.111 kg)                                                     |
| Startmasse            | 3.300 lb (1.497 kg)                                                     |
| Höchstgeschwindigkeit | 158 kn (ca. 290 km/h)                                                   |
| Dienstgipfelhöhe      | 17.740 ft (ca. 5.410 m)                                                 |
| Reisegeschwindigkeit  | 146 kn (ca. 270 km/h)                                                   |
| Triebwerke            | 2 × Reihenmotor de Havilland Gipsy Major Series 1 mit je 130 PS (96 kW) |